# 가타오카 소
가타오카 소(일본어: 片岡 爽, 1992년 4월 20일~)는 일본의 축구 선수이다.

## 구단 경력
그는 2015년 일본 지역 리그의 FC 이마바리에 입단했다. 2017년부터 일본 풋볼 리그로 승격했다. 2019년 J3리그의 후지에다 MYFC로 이적했다. 2021년 일본 풋볼 리그의 나라 클럽로 이적했다. 2022년 일본 풋볼 리그 우승으로 J3리그로 승격했다. 2023년까지 79경기에 출전하여, 12득점을 넣었다.